# Беглеж
Беглѐж е село в Северна България. Намира се в община Плевен, област Плевен. Родно място е на световноизвестната оперна прима Гена Димитрова (1941 – 2005).

## География
Селото е разположено в триъгълник на 25 km южно от Плевен, на 28 km северозападно от Ловеч и 30 km североизточно от Луковит. Регулацията включва 126 ha, землището 5500 ha. Обработваемата земя е 34 713 da, залесени територии 10 595 da, пасища 6728 da, широколистни гори 12 000 da, овощни градини 594 da. Теренът е сравнително равнинен, слабо наведен на запад, но дълбоко нарязан в регулацията от р. Барата и странични долове. Реката е дълга 21 km, тече от изток на запад и се влива в р. Вит на 8,5 km от селото.

## История
Историята на с. Беглеж започва в края на XV век. Според изследванията на братя Шкорпил (1898 – 1899) и проф. Богдан Филов (1903) селището е възникнало около 1600 – 1625 г. Местено е два пъти през 1792 и 1795 г. при размириците на Осман Пазвантоглу и при чумната епидемия. От археологическите паметници се разбира, че в местностите „Камен дол“, „Балийца“ и „Селишкият геран“ са съществували селища.
Предци на днешните Беглежани са българи от Родопите, бягащи от помохамеданчване от тамошното село Плиздица (Плизгавица). Преминавайки през Троянския и Етрополски проход, старейшините заселват хората между реките Вит и Осъм. Ловешкият първенец заселва родопските бегълци в източната половина на землището, а Луковитският – в западната. Заселниците решават новото име на селото да бъде Беглеж, т.е. село на бегълци. В речника на селяните влизат изразите „бягството“ и „беглежко тегло“, напомнящи вечно за нерадостната съдба на беглеца.
Днешният герб на Беглеж символизира борбата, ученолюбието и труда на фона на гостоприемството, толерантността и честността.
Във войните за национално освобождение участват над 250 беглежани, на които през 2005 г. е издигнат паметник.

## Религии
Източноправославна, храм „Св. Вознесение Господне“, построен през 1893 г. от майстор Иван Булката от гр. Трявна. Сградата е обявена за паметник на културата. През 1894 г. на християнския празник Голяма Богородица (15 август ст.ст.) църквата е открита от врачанския митрополит Константин. Получава се разрешение, подписано от Стефан Стамболов, с което селото преминава от Луковитска към Плевенска околия.
В селото живеят и 100 – 120 жители, изповядващи ислям, но няма джамия.
Религиите живеят мирно, с взаимно уважение към религиозните празници и обичаи.

## Обществени институции
- Кметство с административно обслужващо звено
- Основно училище "Васил Левски"
- Народно читалище "Христо Ботев - 1925"
- Клуб на инвалида и пенсионера

## Културни и природни забележителности
През землището на село Беглеж преминават реките Вит, Катунешка река и Змийца (Барата). От археологическите паметници се разбира, че в м. „Камен дол“, „Балийца“ и „Селищния дол“ са съществували селища. В ранното средновековие има тъмни местни предания и легенди за съществуването на село само на последното място. Признати паметници на културата са православният храм „Св. Вознесение Господне“ и две жилищни постройки частна собственост. През 2001 г. се преустройва в етнографски музей частен имот на братя Железарови, дарен на кметството за тази цел. През 2005 г. кметството по проект изгражда паметник на участниците във войните над 200 беглежани.
Сред природни забележителности, недокоснати от вредности и строителство са каньоните на реките Вит, Катунешката река, наричана от беглежани „оная река“, местностите „Кривокрой“, „Пчелина“, „Метильова локва“ и др.

## Политика
- 2023 - Георги Христов Данов (ГЕРБ) печели на първи тур с 87.6%
- 2019 – Георги Христов Данов (ГЕРБ) печели на първи тур с 68.3% срещу Петко Найденов Петков (Земеделски съюз „Александър Стамболийски“) с 30.06%
- 2015 – Георги Христов Данов (ГЕРБ) печели на първи тур с 58% срещу Павлина Божидарова Владимирова (Реформаторски блок и ВМРО-БНД) с 42%
- 2011 – Павлина Божидарова Владимирова (Българска нова демокрация) печели на втори тур с 59% срещу Веселина Илиева Петрова (ДПС) с 41%.
- 2009 – Любчо Давидов Петров (ГЕРБ) печели на втори тур с 52% срещу Георги Николаев Съйков – независим кандидат подкрепен от (БСП) с 48%
- 2007 – Петър Иванов Цветков (Земеделски съюз „Александър Стамболийски“) печели на първи тур с 52.4% срещу Петко Найденов Петков – Коалиция „Заедно за община Плевен (СДС, ДСБ, БЗНС, ДП, НДСВ, БСДП, Български демократичен съюз „Радикали“, Обединение на българските националисти „Целокупна България“) с 37.35%
- 2003 – Петко Найденов Петков – независим кандидат печели на първи тур с 64.5% срещу Панайот Георгиев Панов (БЗНС) с 25%.

## Спорт
„ФК Зенит“ основан 1924 година. Има перфектна база и с малко инвестиции стадиона спокойно може да приеме мачове от В група.

## Личности

### Родени в Беглеж
- Александър Гетман (1915 – 1975), генерал
- Гена Димитрова (1941 – 2005), оперна певица
- Любен Дашев (р.1959), български поет
- Калин Донков (р.1941) български поет
- Христо Стоянов (р.1930) заместник-председател на XXXVIII НС
- Павел Гетов (1910 – 1988), народен учител, кмет на селото през комунистическо време, брат на Александър Гетман.

### Други, свързани с Беглеж
- Петър Колев (1919 – 2008), механизатор, герой на соц. труд, въвежда комплексната механизация в селското стопанство
- Петър Костов (р. 1927), български лекар и поет
- Петко Спасов (р. ?), български поет